# Leichtathletik-Europameisterschaften 1974/Fünfkampf der Frauen

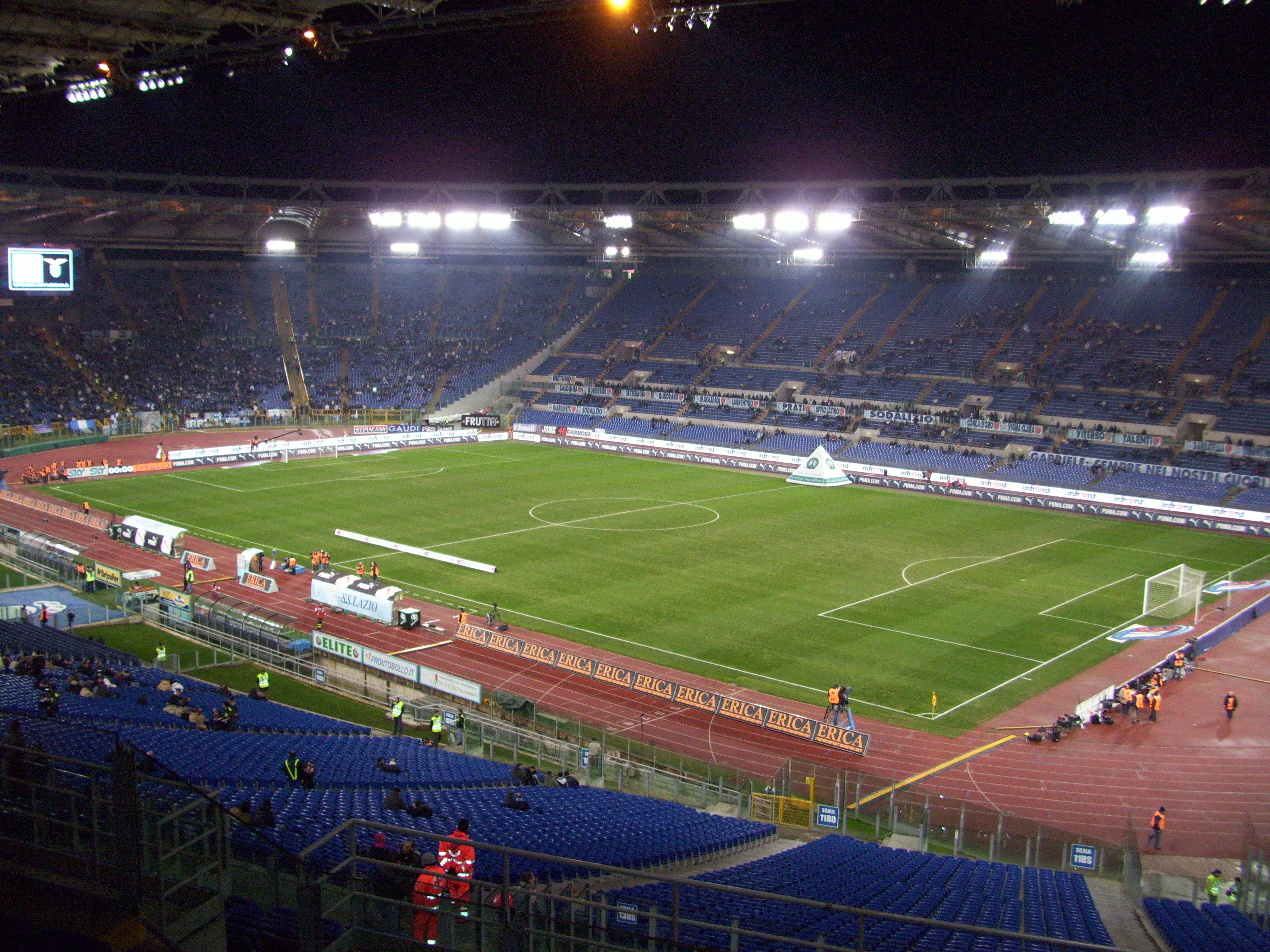
Das Olympiastadion von Rom im Jahr 2009

Der Fünfkampf der Frauen bei den Leichtathletik-Europameisterschaften 1974 wurde am 3. und 4. September 1974 im Olympiastadion von Rom ausgetragen.
In diesem Wettbewerb errangen die Athletinnen aus der Sowjetunion mit Gold und Bronze zwei Medaillen. Europameisterin wurde Nadija Tkatschenko. Rang zwei belegte die Olympiadritte von 1972, Vizeeuropameisterin von 1971 und aktuelle Weltrekordinhaberin Burglinde Pollak aus der DDR. Bronze ging an Soja Spassowchodskaja.

## Rekorde

### Bestehende Rekorde
| Weltrekord           | 4932 P 1971er Wert. | 4946 P 1985er Wert. | Burglinde Pollak | Bonn, BR Deutschland (heute Deutschland) | 21./22. September 1973 |
| Europarekord         | 4932 P 1971er Wert. | 4946 P 1985er Wert. | Burglinde Pollak | Bonn, BR Deutschland (heute Deutschland) | 21./22. September 1973 |
| Meisterschaftsrekord | 5299 P 1964er Wert. | 4634 P 1985er Wert. | Heide Rosendahl  | EM Helsinki, Finnland                    | 13./14. August 1971    |

### Rekordverbesserung
Die sowjetische Europameisterin Nadija Tkatschenko verbesserte den EM-Rekord auf 4776 P – Wertung von 1971. Heide Rosendahl hatte ihre höhere Punktzahl im Jahr 1971 nach einem früheren Wertungssystem erzielt, welches so nicht mit dem jetzt aktuellen Punktesystem vergleichbar ist. Nach der heute im Siebenkampf gültigen Wertung von 1980 betrug Rosendahls Punktezahl 4634, Tkatschenko hatte danach umgerechnet 4826 P erzielt.

## Durchführung
Die fünf Disziplinen des Fünfkampfs fanden auf zwei Tage verteilt statt.

Tag 1 – 3. September: 100-Meter-Hürdenlauf, Kugelstoßen, Hochsprung

Tag 2 – 4. September: Weitsprung, 200-Meter-Lauf
Gewertet wurde nach einer ab 1971 gültigen Punktetabelle.
Zur Orientierung und Einordnung der Leistungen sind zum Vergleich die nach heutigem Wertungssystem von 1985 für den Siebenkampf erreichten Punktzahlen mitaufgeführt. Unter Anwendung dieser Wertung hätte es auf den Rängen sieben bis elf eine andere Reihenfolge gegeben:
- Christel Voß (Achte), Penka Sokolowa (Neunte), Fočić Đurđa (Zehnte) und Ulrike Jacob (Elfte) wären um jeweils einen Rang vorgerückt.
- Margrit Olfert wäre von Platz sieben auf Rang elf zurückgefallen.

Aber diese Vergleiche sind nur Anhaltswerte, denn als Grundlage müssen die jeweils unterschiedlichen Maßstäbe der Zeit gelten.

## Legende
Kurze Übersicht zur Bedeutung der Symbolik – so üblicherweise auch in sonstigen Veröffentlichungen verwendet:
| CR  | Championshiprekord                       |
| DNF | Wettkampf nicht beendet (did not finish) |
| DNS | nicht am Start (did not start)           |

## Ergebnis

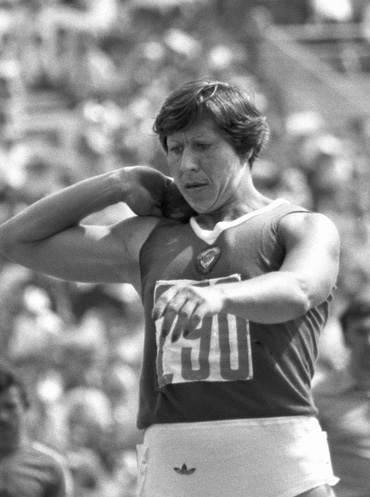
Europameisterin Nadija Tkatschenko – 1978 wurde ihr der zunächst erneut errungene EM-Titel wegen Dopingmissbrauchs aberkannt, 1980 gewann sie nach Reduzierung ihrer Dopingsperre Olympiagold

3./4. September 1974
| Platz | Name                  | Nation         | Punkte offiz. Wertung | Punkte 1985er Wertung |  | 100 m Hürden | Kugel- stoßen | Hoch- sprung |  | Stand n. Tag 1 (P) |  | Weit- sprung | 200 m   |
| 1     | Nadija Tkatschenko    | Sowjetunion    | 4776 CR               | 4826                  |  | 13,39 s      | 16,07 m       | 1,74 m       |  | 2873               |  | 6,36 m       | 24,20 s |
| 2     | Burglinde Pollak      | DDR            | 4678000               | 4698                  |  | 13,36 s      | 15,80 m       | 1,71 m       |  | 2834               |  | 6,19 m       | 24,46 s |
| 3     | Soja Spassowchodskaja | Sowjetunion    | 4550000               | 4560                  |  | 13,27 s      | 14,48 m       | 1,65 m       |  | 2714               |  | 6,37 m       | 24,96 s |
| 4     | Sigrun Thon           | DDR            | 4548000               | 4547                  |  | 13,58 s      | 12,68 m       | 1,71 m       |  |                    |  | 6,35 m       | 23,97 s |
| 5     | Ljudmila Popowskaja   | Sowjetunion    | 4548000               | 4555                  |  | 13,89 s      | 14,87 m       | 1,74 m       |  | 2742               |  | 6,08 m       | 24,60 s |
| 6     | Ilona Bruzsenyák      | Ungarn         | 4399000               | 4407                  |  | 13,63 s      | 11,52 m       | 1,71 m       |  |                    |  | 6,45 m       | 24,98 s |
| 7     | Margrit Olfert        | DDR            | 4391000               | 4231                  |  | 13,57 s      | 14,35 m       | 1,60 m       |  |                    |  | 5,85 m       | 25,58 s |
| 8     | Christel Voß          | BR Deutschland | 4384000               | 4364                  |  | 14,06 s      | 13,76 m       | 1,80 m       |  | 2714               |  | 5,85 m       | 25,58 s |
| 9     | Penka Sokolowa        | Bulgarien      | 4323000               | 4277                  |  | 13,42 s      | 13,40 m       | 1,68 m       |  | 2661               |  | 5,86 m       | 25,70 s |
| 10    | Đurđa Fočić           | Jugoslawien    | 4289000               | 4250                  |  | 14,13 s      | 11,44 m       | 1,74 m       |  |                    |  | 5,95 m       | 24,55 s |
| 11    | Ulrike Jacob          | BR Deutschland | 4247000               | 4233                  |  | 14,34 s      | 10,82 m       | 1,74 m       |  |                    |  | 6,29 m       | 25,12 s |
| 12    | Margit Papp           | Ungarn         | 4207000               | 4159                  |  | 14,54 s      | 13,64 m       | 1,74 m       |  |                    |  | 5,91 m       | 26,42 s |
| 13    | Ann Wilson            | Großbritannien | 4182000               | 4151                  |  | 14,17 s      | 10,67 m       | 1,76 m       |  |                    |  | 6,05 m       | 25,62 s |
| 14    | Ciska Janssen         | Niederlande    | 4151000               | 4086                  |  | 14,69 s      | 11,95 m       | 1,68 m       |  | 2414               |  | 5,94 m       | 25,03 s |
| DNF   | Florence Picaut       | Frankreich     |                       |                       |  | 13,97 s      | 12,11 m       | 1,75 m       |  |                    |  | 5,55 m       | DNS     |
| DNF   | Snezana Jurkowa       | Bulgarien      |                       |                       |  | 13,83 s      | 12,63 m       | 1,68 m       |  |                    |  | DNS          |         |

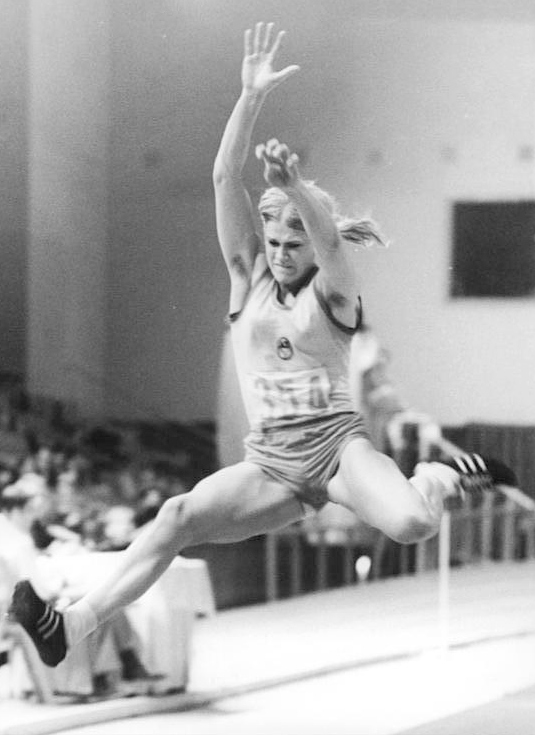
Burglinde Pollak, 1972 Olympiadritte, wurde wie 1971 Vizeeuropameisterin – auch später errang sie je eine weitere olympische und EM-Medaille, nur das Gold fehlte in ihrer Sammlung
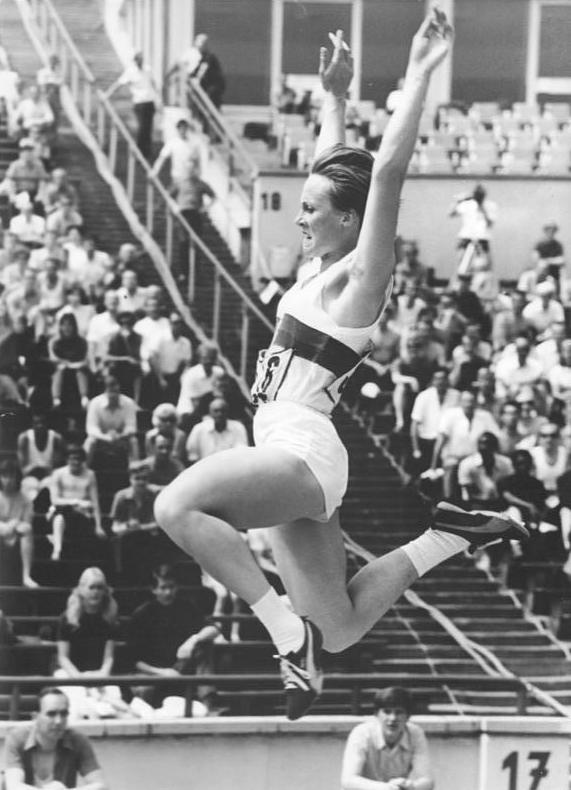
Margrit Olfert, 1971 unter ihrem Namen Margrit Herbst EM-Dritte, erreichte diesmal Platz sieben
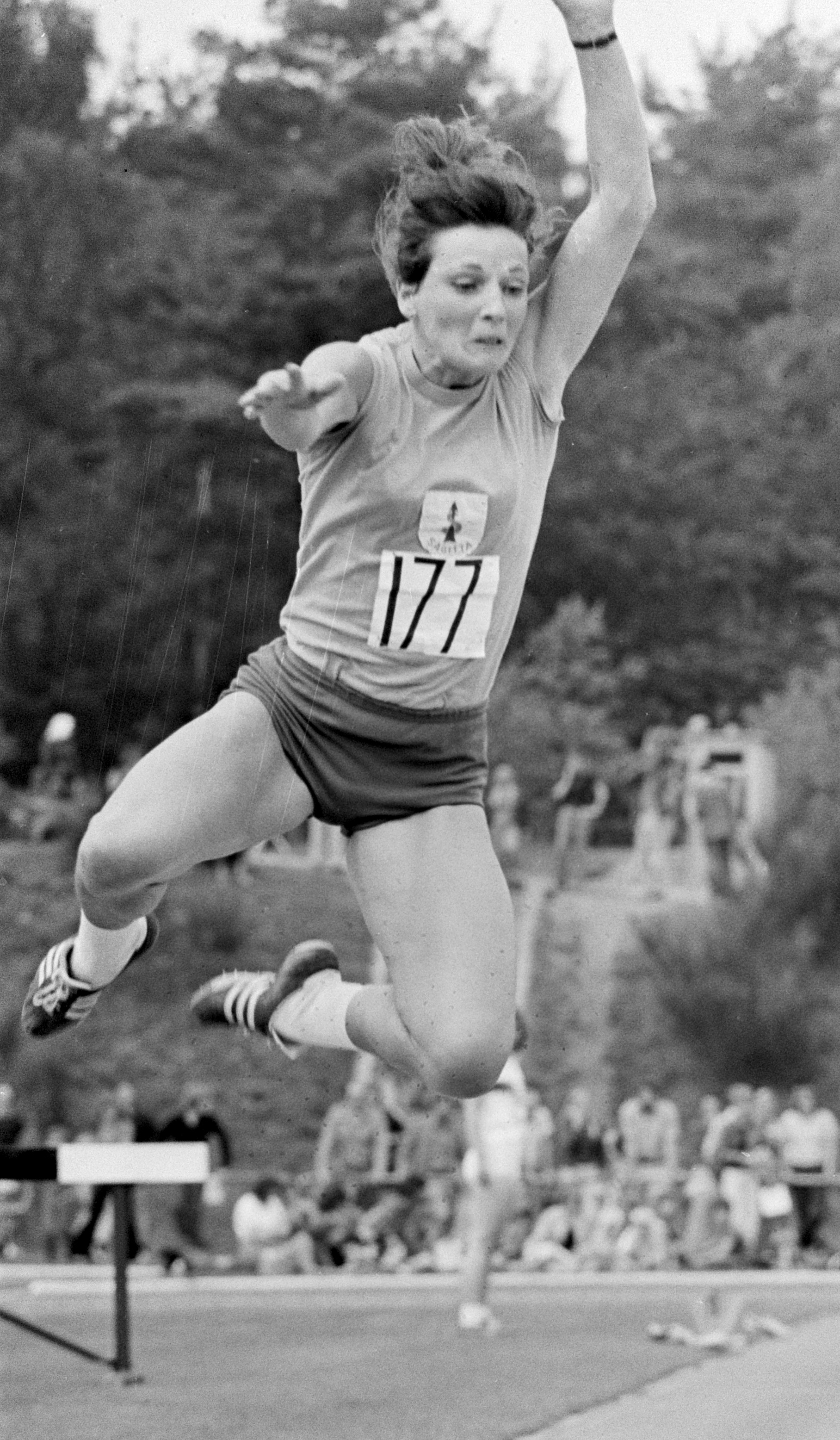
Ciska Janssen, auch im Weitsprung-Finale vertreten, kam auf den vierzehnten Platz